# Joost van Haaften
Joost C.A.M. van Haaften, (Kerkrade, 1952) is een Nederlands kunstschilder en hoogleraar beeldende kunst aan de Gerrit Rietveld Academie in Amsterdam

## Opleiding en carrière
Van Haaften volgde van 1972 tot 1976 de opleiding MO Tekenen aan de Gerrit Rietveld Academie in Amsterdam. Aansluitend studeerde hij aan de Accademia di Belle Arti e Liceo Artistico in Florence. Hij werkte als gastdocent aan de Parsons School of Design van 1987 tot 1995 in New York. Nadien was hij werkzaam aan de Gerrit Rietveld Academie als docent industriële vormgeving.

## Werk
Joost van Haaften is een moderne schilder en beeldend kunstenaar, die zich sterk bewust is van de schildertradities die hem voorafgingen. Hij nodigt de toeschouwer voortdurend uit om eerder de verwondering voor zijn exacte beelden te vinden dan ze te willen begrijpen. Werk van hem is opgenomen in de collectie van het Schunck museum in Heerlen.